# 安娜·博里奎斯特
安娜·博里奎斯特（瑞典語：Anna Borgqvist，1992年6月11日—），瑞典女子冰球运动员。她曾代表瑞典国家队参加2014年和2018年冬季奥林匹克运动会冰球比赛，分别获得第四名和第七名。